# Victor Ponta
Victor Ponta (teljes neve Victor Viorel Ponta)  (Bukarest, 1972. szeptember 20. –) román politikus, a Szociáldemokrata Párt (PSD) elnöke, az első Boc-kormány parlamenti kapcsolatokért felelős tárca nélküli minisztere (2008–2009), 2012. május 7. és 2015. június 22. között, illetve 2015. július 9. és november 5. között Románia miniszterelnöke.

## Magánélete
1989-ben a Steauával országos junior kosárlabda-, 2008-ban pedig ralibajnok. 1995-ben szerzett jogi diplomát, majd a főügyészség munkatársa lett. Nemzetközi jogból 2003-ban doktorált. Két gyermek apja, második felesége Daciana Sârbu PSD-s európai parlamenti képviselő, Ilie Sârbu szenátor lánya.

## Politikai tevékenysége
Ügyészi tevékenységére 2001-ben felfigyelt Adrian Năstase akkori miniszterelnök, és államtitkárrá nevezte ki kormánya ellenőrző testületének élére. 2002-ben a PSD ifjúsági tagozatának elnöke, 2004 és 2008 között Gorj megyei parlamenti képviselő, majd az uniós jogharmonizációt felügyelő tárca nélküli miniszter (2004). 2008-ban újabb parlamenti mandátumot szerzett, a PSD és a Demokrata Liberális Párt nagykoalíciója idején pedig a parlamenti kapcsolattartásért felelős miniszteri tisztséget töltötte be (2008-2009). Traian Băsescu 2009. október 1-jén menesztette a belügyi tárca vezetőjét, Dan Nicát, mire válaszul a szociáldemokrata miniszterek – köztük Ponta – kiléptek a kormányból.
A 2009-es elnökválasztási kampányban Mircea Geoană szóvivője volt. A Szociáldemokrata Párt 2010 februári kongresszusán a párt elnökévé választották.

## Miniszterelnöksége

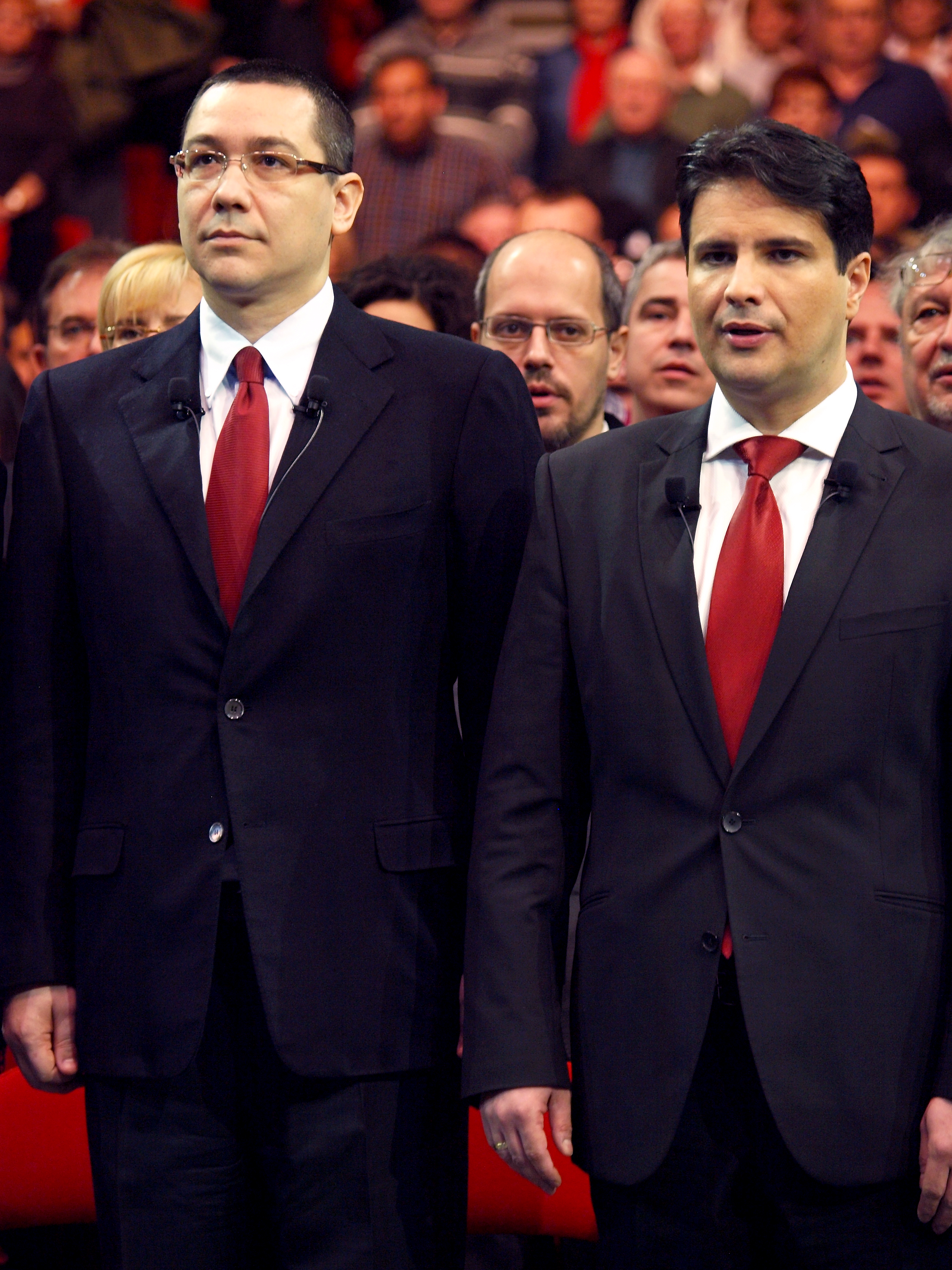
Victor Ponta és Mesterházy Attila 2013-ban

2012 áprilisában Băsescu kormányalakításra kérte fel, miután a bukaresti törvényhozói testület – ugyanezen a napon – megbuktatta a Mihai Răzvan Ungureanu vezette kormányt. Május 7-én, a bukaresti törvényhozás két házának együttes ülésén megkapta az új kormány megalakításhoz szükséges bizalmat, és miniszterei még aznap este letették a hivatali esküt az államfő előtt. Pártja a Nemzeti Liberális Párttal (PNL) valamint két kisebb szatellitszervezettel, a Daniel Constantin-vezette Konzervatív Párttal (PC) és a Gabriel Oprea által irányított Románia Haladásáért Országos Szövetséggel (UNPR) lépett koalícióra.
Röviddel hivatalba lépése után konfliktus alakult ki közte és Băsescu államfő között azzal kapcsolatban, hogy ki képviselje az országot a különböző nemzetközi fórumokon. Az államfő hivatalából történő felfüggesztésével sikertelenül próbálta pozíciójából eltávolítani Băsescut, a referendum ugyanis az alacsony részvétel miatt érvénytelen lett. Az év végi parlamenti választások eredményeként – mint a választásokon győztes Szociálliberális Unió (USL) miniszterelnök-jelöltjét – az államfő ismételten kormányalakítással bízta meg, amely december 21-én meg is kezdte munkáját. A következő év áprilisában – a Szociáldemokrata Párt tisztújító kongresszusán (április 19–20.) – újabb három évre választották a párt elnökévé.
2013 márciusában távozott az igazságügyi tárca éléről – az alkotmánybíróság bírájává megválasztott – Monica Pivniceru, így az új miniszter beiktatásáig a minisztérium irányítását is átvette. Ponta ebben a minőségben nevezte ki Laura Codruța Kövesit a Nemzeti Korrupcióellenes Ügyészség (DNA) élére 2013 áprilisában annak ellenére, hogy a jelölt kezdettől fogva Băsescu szövetségesének tűnt.
2014 februárjában az egyre mélyülő ellentétek miatt, s mert Ponta megtagadta Klaus Johannis miniszterelnök-helyettessé történő kinevezését, a PNL kilépett a koalícióból, ugyanekkor a pártvezér Crin Antonescu is lemondott a szenátusi elnöki tisztségéről. Ezzel a Szociálliberális Unió formálisan is megszűnt. Ponta pártja és két szatellitszervezete ezután a Romániai Magyar Demokrata Szövetséggel (RMDSZ) kötött koalíciót, így megalakult a harmadik Ponta-kormány. Az RMDSZ két év után delegálhatott újra minisztereket a bukaresti kormányba.
2014 novemberében Ponta a baloldali szövetség jelöltjeként indult a 2014-es romániai elnökválasztáson. A már megszűnt USL eredeti államfő-jelöltje Crin Antonescu lett volna, ám az ellenzékbe vonult PNL saját elnökét jelölte Johannis személyében. Ponta a választás első fordulóját a szavazatok 40,4%-ával megnyerte, a második fordulóba ő és Johannis jutott be, ahol a PNL jelöltje 54,5%-45,5% arányban legyőzte Pontát. A kormányfőt számos kritika érte, amiért a román diaszpóra részvételét több nagykövetségen adminisztrációs eszközökkel megakadályozták. A kabinet ezekben a hetekben két külügyminisztert is elfogyasztott a kritikák hatására. Miután a magyar kisebbség jól kimutathatóan inkább Johannisra voksolt, az RMDSZ átértékelte politikáját és decemberben kilépett a kormányból. Ponta december 17-én megalakította negyedik kormányát a PSD, UNPR és a PC részvételével, amelyhez csatlakozott az újonnan megalakuló Liberális Reform Párt (PLR) is Călin Popescu-Tăriceanu vezetésével. A PLR-t megalapító képviselők a PNL-t hagyták ott, amiért az fúziós megállapodást kötött a jobbközép Demokrata Liberális Párttal (PDL). A két párt 2014 novemberében egyesült a PNL-név megtartásával. 2015 júniusában a Popescu-Tăriceanu által életre hívott PLR egyesült a kormánykoalícióban szintén részt vevő Daniel Constantin-vezette PC-vel, megalakítva a Liberálisok és Demokraták Szövetségét (ALDE), így a kormány összetételét ezután a PSD, az UNPR és az ALDE alkotta.

### Korrupciós ügye
2015 júniusában a Codruța Kövesi által vezetett DNA megvádolta Pontát azzal, hogy ügyvédként korábban bűnrészesként érintett volt hamisításban, adócsalásban és pénzmosásban a Dan Șova nevével fémjelzett korrupciós üggyel kapcsolatban. A DNA először indított nyomozást hivatalban lévő kormányfő ellen fennállása során. Johannis elnök lemondásra szólította fel Pontát, aki ezt visszautasította. Ahogy az várható volt, a baloldali többségű képviselőház nem függesztette fel Ponta mentelmi jogát. A felfokozott politikai válság közepette, június 22-én a térdszalagműtéten átesett Ponta egészségi állapotára hivatkozva levélben kérte Johannist, hogy néhány hét erejére Gabriel Opreára, helyettesére bízza a kormányfői teendőket. Az ellenzék szerint Ponta „az ügyészségi vizsgálat elől menekült kórházba.” Egyes sajtóorgánumok szerint a lépést úgy értékelték, hogy Ponta talán már vissza sem tér pozíciójába. A Romania Libera „menekülésnek” nevezte Ponta lépését, amiért törökországi klinikára ment megműttetni sportbalesetben megsérült térdét. Az Evenimentul Zilei úgy vélte, még a PSD politikusai számára sem világos, hogy a kormányfő visszavonulni szándékozik-e vagy csak jövőre, az esedékes parlamenti választásokkor adja át a stafétabotot. Ponta végül július 9-én visszatért a kormány élére.
Július 12-én bejelentette visszalépését a PSD-ben betöltött elnöki tisztségéből, amíg nem sikerül ártatlanságát bebizonyítania. A párt vezetését továbbra is Rovana Plumb alelnökre bízta, akinek Ponta egy hónappal korábban már ideiglenesen adta át az irányítását, amikor külföldi gyógykezelésre vonult. Július 13-án a DNA zárolta a kormányfő vagyonát, mert azzal vádolják, hogy összesen 260 ezer lejnyi (mintegy 18 millió forint) jogtalan haszonra tett szert. Victor Ponta ártatlannak vallotta magát és független könyvvizsgálatot kért.
A DNA végül 2015. szeptember 17-én többrendbeli okirat-hamisítás, pénzmosás és adócsalásban való bűnrészesség vádjával hivatalosan is vádat emelt Ponta ellen, ezzel ő lett az első hivatalban lévő román kormányfő, akit bíróság elé küldtek a rendszerváltás óta. Pártja, a PSD kijelentette, hogy nem vonják meg a támogatást Ponta miniszterelnöktől. Ponta a vádra reagálva élesen kritizálta Codruța Kövesit: "Az egyedüli problémája az országnak egy szakmailag teljesen alkalmatlan ügyész rögeszméje, aki tíz évvel ezelőtti valótlan helyzetekről és cselekményekről képzelődve próbálja karrierjét építeni". Október 30-án a Bukarestben tárgyaló német parlamenti küldöttség nem kívánt találkozni a román miniszterelnökkel. Günther Kirchabum, a delegáció vezetője azt nyilatkozta, Pontának "egyelőre más intézményekkel van megbeszélnivalója".

### Plágiumügye
A közte és az államfő között kialakult helyzetet tetézte az is, hogy 2012 júniusában Ponta plágiumbotrányba keveredett. Az egyik legtekintélyesebb tudományos ismeretterjesztő folyóirat, a brit Nature azzal vádolta meg, hogy doktori disszertációja felét Dumitru Diaconu és Vasile Crețu munkáiból másolta. A 2003-ban írt, a Nemzetközi Büntetőbíróságról szóló doktori dolgozat témavezetője egyébként párttársa, Adrian Năstase korábbi miniszterelnök volt. A plágium tényét a romániai Egyetemi Címeket és Okleveleket Tanúsító Országos Tanács (románul Consiliul Național de Atestare a Titlurilor, Diplomelor și Certificatelor Universitare, CNATDCU) is megállapította, és a kormányfő doktori címének visszavonását kezdeményezte, ám a testületet az ülés közben Liviu Pop ideiglenes oktatási miniszter egy rendelettel átszervezte, döntéseit érvénytelennek nyilvánította és megvonta tőle a jogot, hogy a továbbiakban plágiumügyekkel foglalkozzék. Az Oktatási Minisztérium alá tartozó Országos Etikai Tanács (Consiliului Național de Etică, CNE) szerint azonban nem plagizált Ponta. Egyetemi tanárok egy csoportja nyílt levelet fogalmazott meg, amiben a doktori cím visszavonását követelik, és tiltakoznak a politika tudományos életbe való beavatkozása ellen.
2014 decemberében bejelentette, hogy lemond a doktori címéről. Néhány nappal később kormányrendelettel módosították a tanügyi törvényt, hogy ez lehetővé váljék.

### Lemondása
2015. október 30-án tűz ütött ki a Colectiv nevű bukaresti szórakozóhelyen. A 400 fős tömeg csak egyetlen kijáraton tudott menekülni, így a kialakult pánikban több tucatnyi ember meghalt és mintegy 180-an megsérültek. A hatóságok emberölés miatt vádat emeltek a szórakozóhely tulajdonosai ellen, mondván, hogy nem tartották be a tűzvédelmi előírásokat és nem volt engedélyük ekkora létszámú rendezvény tartására. A lakosság azonban az állami korrupcióban látta a katasztrófa igazi okát, és 20 000 fős tüntetésen követelte Ponta lemondását. November 4-én Ponta eleget tett a kérésnek. Közleményt adott ki, mely szerint ő és kormánya lemond. Kifejezte reményét, hogy ez megnyugtatja a tüntetőket.
Illyés Gergő politológus szerint a tűzeset a miniszterelnök számára kedvező alkalom volt, hogy, ahogy az egy "fejlett demokráciában elvárható", a népakaratnak megfelelve emelt fővel, européer módon lemondjon, elterelve arról a figyelmet, hogy Ponta a korrupciós bűnvádi eljárás kezdete óta "politikai hulla" volt, így távozására előbb-utóbb mindenképp sor került volna.
Ponta lemondásakor maga helyett párttársát, Mircea Dușa nemzetvédelmi minisztert ajánlotta ideiglenes kormányfőnek, ám a következő napon Klaus Johannis elnök, elfogadva Ponta lemondását, az addigi oktatásügyi és tudományos kutatási minisztert, Sorin Cîmpeanu ALDE-politikust nevezte ki átmeneti miniszterelnöknek.
2017 júniusában ismét visszatért a közéletbe, amikor Sorin Grindeanu kormányfő kérésére elfogadta a miniszteri rangú kormányfőtitkári posztot, ám ez a megbízás rövid életűnek bizonyult.